# Efeito indutivo
O efeito indutivo em química é um efeito experimentalmente observável da transmissão de carga através de uma cadeia de átomos em uma molécula por indução eletrostática. A rede de efeito polar exercido por um substituinte é uma combinação de efeitos indutivos e efeitos mesoméricos.
A nuvem eletrónica em uma ligação σ entre dois átomos diferentes não é uniforme: é levemente deslocada em direção ao átomo mais eletronegativo. Isto causa um permanente estado de polarização da ligação, onde o átomo mais eletronegativo tem uma carga parcial negativa (δ-) e o outro átomo tem uma carga parcial positiva(δ+).
Se o átomo eletronegativo é então adjunto a uma cadeia de átomos, usualmente carbono, a carga positiva é transmitida a outros átomos na cadeia. Isto é o efeito indutivo de afastamento (repulsão) do elétron, também conhecido como efeito -{\displaystyle I}.
Alguns grupos funcionais, tal como o grupo alquila são menos repulsores de elétrons que hidrogênio e são consequentemente considerados como liberadores de elétrons. Este caráter liberador de elétrons é indicado pelo efeito +{\displaystyle I}.
Como a carga induzida na polaridade é menor que a polaridade original, o efeito indutivo rapidamente se anula, e é significante somente a uma curta distância. O efeito indutivo é permanente mas fraco, como envolve a alteração de elétrons de ligação σ fortemente mantidos, e outros fatores mais fortes podem eclipsar este efeito.
O efeito inductivo pode ser também causado por algumas moléculas. Efeito indutivo relativo tem sido medido com referência ao hidrogênio.